# Jochen Langner
Jochen Langner (* 12. August 1971 in Stadthagen) ist ein deutscher Film- und Theaterschauspieler, Regisseur sowie Synchronsprecher.

## Leben
Jochen Langner studierte von 1996 bis 2000 Schauspiel an der Hochschule für Schauspielkunst „Ernst Busch“ in Berlin. Er hatte Theater-Engagements unter anderem am Staatstheater Cottbus, Theater Bonn, Schauspiel Köln, Schauspiel Frankfurt, Schauspielhaus Bochum und den Wuppertaler Bühnen. 2007 begann Langner im Fernsehen, so im Filmdrama Die Besucherin und bei der Fernsehserie Post Mortem – Beweise sind unsterblich.
Weiterhin ist er für verschiedene Film- und Serienproduktionen als Synchronsprecher tätig gewesen.

## Werk (Auswahl)

### Film und Fernsehen
- 2009: Heimspiel (Kurzfilm)
- 2009: Wilsberg: Oh du tödliche…
- 2009: SOKO Köln (Folge Bis an den Hals)
- 2010: Ihr mich auch
- 2011: Wilsberg (zwei Folgen)
- 2012: Heiter bis wolkig
- 2012: Tatort: Ihr Kinderlein kommet
- 2013: Der Weihnachtskrieg
- 2014: Traumfabrik (Kurzfilm)
- 2016: Kaltfront
- 2016: Der Bulle und das Landei (Folge Goldrausch)
- 2016: Sankt Maik
- 2016: Zwischen den Jahren
- 2017: Das Versprechen – Der Fall Mirco
- 2018: Hotel Heidelberg: Kinder, Kinder!
- 2023: Sterben ist auch keine Lösung
- 2024: Perfekt verpasst

### Theater
Wuppertaler Bühnen
- Leonato – Viel Lärm um Nichts, Shakespeare (Regie: Christian von Treskow)
- Amias Paulet – Maria Stuart, Friedrich Schiller (Regie: Christian von Treskow)
- Filippo – Trilogie der Sommerfrische, Carlo Goldoni (Regie: Christian von Treskow)

Schauspiel Köln
- Ole Peters – Der Schimmelreiter, Theodor Storm (Regie: Armin Petras)
- Oskar – Geschichten aus dem Wiener Wald, Ödön von Horváth (Regie: Albrecht Hirche)
- Goldberg – Die Geburtstagsfeier, Harold Pinter (Regie: Marta Gil Polo)
- Ajax – Troilus und Cressida, Shakespeare (Regie: Marc Günther)
- Mathieu – Rückkehr in die Wüste, Bernard-Marie Koltès (Regie: Thomas Bischoff)
- Willy Carson – Die See, Edward Bond (Regie: Günter Krämer)
- Antonio – Die Herzogin von Malfi, John Webster (Regie: Günter Krämer, Regie: Martin Nimz)

Theater Bonn
- Tusenbach – Drei Schwestern, Anton Tschechow (Regie: Thirza Bruncken)
- Elias – Der blaue Boll, Ernst Barlach (Regie: Valentin Jeker)
- Tybalt – Romeo und Julia, Shakespeare (Regie: András Fricsay)
- Arviragus – Cymbeline, Shakespeare (Regie: Frank Patrick Steckel)

### Synchronisation
- 2006: Bleach, Folge Memories of Nobody (als Yasutora 'Chad' Sado)
- 2009: Lucky Luke (als Jesse James)
- 2010: Trigun, Folge Badlands Rumble (als Shane B. Goodman)
- 2015: God Eater (als Daigo Oguruma)
- seit 2017: Blue Exorcist (als Igor Neuhaus)
- 2019–2021: Fast & Furious Spy Racers (als Gary)